# Christophe Lartilleux

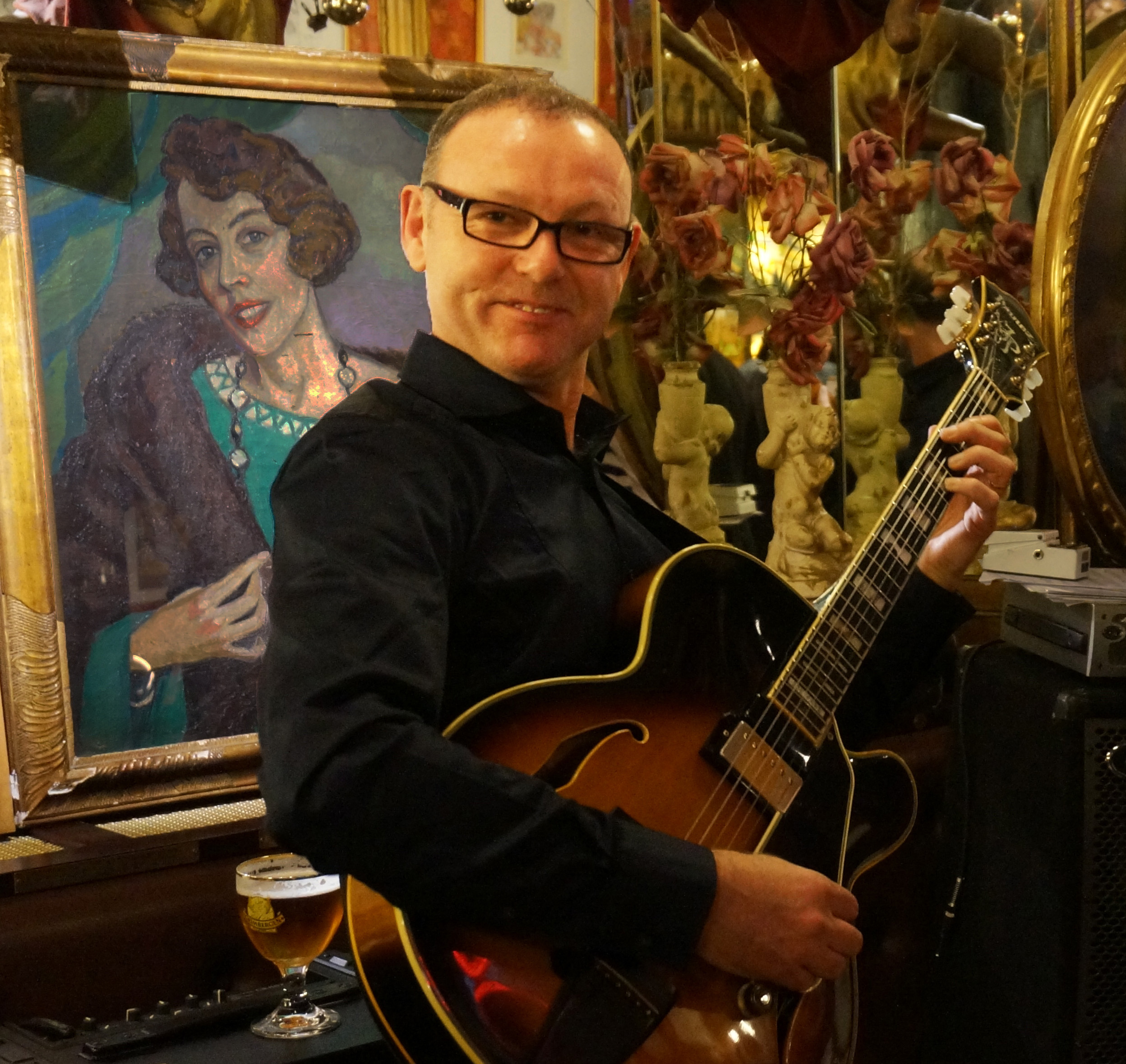
Christophe Lartilleux (2014)

Christophe Lartilleux-Hart (* 1965) ist ein französischer Jazzmusiker (Gitarre, Arrangement, Komposition).

## Leben und Wirken
Lartilleux, der im Zirkus Hart-Goujon aufwuchs und mütterlicherseits Sinti ist, erhielt früh Gitarrenunterricht durch seinen Vater, der als Gitarrist zunächst mit André Verchuren, Jo Privat oder Maurice Vittenet auftrat, bevor er Zirkusmusiker im Cirque Pinder wurde. Mit etwa acht Jahren erhielt er auch Klavierunterricht. 1979 erlebte er Boulou Ferré und Raphaël Faÿs im Fernsehen, die ihn tief beeinflussten. In der Folge beschäftigte er sich mit Unterstützung seines Vaters intensiv mit dem Gypsy-Jazz, weitete seine Hör- und Studiengewohnheiten auf die Gitarristen des Modern Jazz, sowie John McLaughlin, Paco de Lucia, Al Di Meola und den Hardrock aus. Er begegnete auch Musikern wie Yochk’o und Debora Seffer, Vincent Courtois, Alain Caron, Larry Coryell und Laurent Korcia.
Lartilleux gründete 1993 die Gruppe Latcho Drom, die Musik der Sinti und Roma spielte. Mit dieser Gruppe produzierte er mehrere Alben: Sorcière, La Verdine, Live in Madrid, Deborah sowie Live 2001, bei denen Musiker wie Joël Trolonge (Bass), an der Rhythmusgitarre Jean François Ruiz, dann Alain Hakoun, später Philippe Doudou Cuillerier sowie an der Geige Charles Roman, Malik Richeux bzw. Florin Niculescu (2001) beteiligt waren. 2002 entstand Niculescus Album Djangophonia durch die Erweiterung von Latcho Drom um ein klassisches Streichquartett, mit dem das Repertoire von Django Reinhardt interpretiert wurde. 2003 veröffentlichte er  mit der Tuxedo Big Band sein Album Djangology. Ebenfalls unter eigenem Namen legte er 2007 das Album Toujours, Origine Manouche vor, auf dem sich auch eigene Songs befinden.
Nach der Veröffentlichung der CD Sur le chemin de ma maison (2014) zum 20-jährigen Jubiläum von Latscho Drom erschien das Album Paris Budapest Caravane. Mit dem Quartett Aman Mitcho veröffentlichte er 2014 das gleichnamige Album. In dieser Zeit entstanden auch zwei Alben mit dem The Gypsy Swing Quintet De Liège, dem er angehörte. Zudem war Lartilleux an dem Spielfilm Django – Ein Leben für die Musik (2017) als Handdouble für Reda Kateb in der Rolle des Django beteiligt (das Gitarrenspiel stammte von Stochelo Rosenberg). Weiterhin ist er auf Alben von Laurent Korcia, Emy Dragoi und Toufic Farroukh zu hören.